# مؤنسه معمری
مؤنسه بنت عبدالخالق مَعمَری (؟-۱۳۷۰م) بانوی محدّث شامی در نیمهٔ اول سدهٔ هشتم هجری بود.  